# Beacons de Valparaiso
Les Beacons de Valparaiso (en anglais : Valparaiso Beacons) sont un club omnisports universitaire de l'université Valparaiso à Valparaiso (Indiana). Les équipes des Beacons participent aux compétitions universitaires organisées par la National Collegiate Athletic Association. Valparaiso fait partie de la Missouri Valley Conference depuis 2017.
L'équipe de football américain qui évolue au Brown Field, enceinte de 5000 places inaugurée le 1919.
Les équipes masculines et féminines de basket-ball utilisent le ARC, salle de 5000 places inaugurée en 1984.
De 1942 à 2021, le surnom sportif de l'université était « Crusaders » (en français : « Croisés »). En février 2021, l'université a retiré le surnom de Crusaders, citant des connotations négatives et des associations avec certains groupes haineux. Le 10 août 2021, l'université a annoncé le nouveau surnom de Beacons.